# Махмуд, Султан
Султан Махмуд (бенг. সুলতান মাহমুদ, 1944, Фени, Британская Индия — 14 августа 2023, Дакка) — вице-маршал авиации, начальник Военно-воздушных сил Бангладеш, заместитель главного администратора военного положения. Он считается одним из основателей ВВС Бангладеш. После того как он оставил военные посты, занимал пост министра промышленности. Он получил награду Дня независимости от правительства Бангладеш в 2018 году.

## Жизнь и карьера
Махмуд был главой Военно-воздушных сил Бангладеш с 23 июля 1981 года по 22 июля 1987 года. 24 марта 1982 года президент Хусейн Мохаммад Эршад назначил его заместителем главного администратора военного положения. 1 июня 1986 года он был назначен руководителем Министерства промышленности. В 1992 году ему было предъявлено обвинение в коррупции после того, как правительство президента Хусейна Мохаммада Эршада отказалось от власти. Он был оправдан по этим обвинениям 24 года спустя.
Султан Махмуд умер в Дакке 14 августа 2023 года в возрасте 79 лет.